# Leonidas Stergiou
Leonidas Stergiou (grec moderne : Λεωνίδας Στεργίου); né le 3 mars 2002 à Wattwil, est un footballeur suisse qui évolue au poste de défenseur central au VfB Stuttgart.

## Biographie
Leonidas Stergiou naît le 3 mars 2002 à Wattwil, dans le canton de Saint-Gall. Son père est grec ; sa mère, serbe. Il a deux sœurs aînées.
Il grandit à Wattwil, puis à Wil, dans le canton de Saint-Gall.
Il fait un apprentissage d'employé de commerce au sein du FC Saint-Gall.

## Parcours sportif

### En club
Il rejoint l'équipe junior du FC Wattwil, où avait joué son père, à l'âge de 5 ans: Il rejoint plus tard les espoirs du FC Wil, puis du FC Saint-Gall.
Il fait ses débuts en championnat suisse le 6 février 2019, devenant ainsi le premier joueur de 2002 à jouer en championnat.
Il quitte le FC Sain-Gall pour un prêt d'une année au VfB Stuttgart,. Leonidas Stergiou marque son premier but le 4 mai 2024 qui permet à son club de remporter la partie 3-1 contre le Bayern Munich, ce qui permet aussi aussi le club de conforter sa quatrième place au classement de Bundesliga. Il est transféré définitivement au club où il a signé un contrat de quatre ans, soit jusqu'en juin 2028,.
En avril 2025, il marque son premier but de la saison lors du match contre Werder Brême, son équipe perdra malheureusement la partie 2-1.

### En sélection
Il joue pour la première fois en équipe nationale suisse le 12 juin 2022 à l'occasion du match de Ligue des nations face au Portugal à Genève (entrée à la 79e minute).
Grâce à ses bonnes performances, il parvient à rester dans le groupe après la première coupe du sélectionneur. En juin 2024, il figure dans la liste de 26 joueurs appelés par Murat Yakın pour l'Euro 2024. Murat Yakin entretient le doute concernant sa titularisation à la place de Silvan Widmer avant la rencontre Suisse vs Italie qui aura lieu le 29 juin.